# 亚历山大·格林
亚历山大·格林（1986年9月6日—）生于奥格斯堡，是一名德国男子皮划艇运动员，他曾在2008年夏季奥林匹克运动会上获得男子单人皮艇激流回旋的金牌。他的妹妹同样是一名皮划艇选手。